# Čerenčany
Čerenčany é um município da Eslováquia, situado no distrito de Rimavská Sobota, na região de Banská Bystrica. Tem 5,06 km² de área e sua população em 2018 foi estimada em 571 habitantes.

## Demografia
| Ano:        | 1994 | 2004   | 2014    | 2024   |
| ----------- | ---- | ------ | ------- | ------ |
| Broj ljudi: | 454  | 486    | 555     | 532    |
| Razlika:    |      | +7,04% | +14,19% | -4,14% |

| Ano:               | 2023 | 2024   |
| ------------------ | ---- | ------ |
| Número de pessoas: | 537  | 532    |
| Diferença:         |      | -0,93% |